# Michal Kolomazník
Michal Kolomazník (* 20. Juli 1976 in Brünn) ist ein ehemaliger tschechischer Fußballspieler und heutiger -trainer.

## Karriere
Während seiner Jugendzeit spielte der Stürmer und Linksfuß Kolomazník für den tschechischen Club FC Boby Brno (bis 1991 unter dem Namen Zbrojovka Brno), wo er 1993 auch sein Debüt als Profi gab. Danach wurde er 1995 an den SKP Znojmo und in der Winterpause 1996 für ein halbes Jahr an Slavia Uherské Hradiště ausgeliehen, bevor er nach drei weiteren Jahren bei Boby Brno 1999 zum FK Teplice wechselte.
In der Saison 2003/04 wurde Kolomazník vom SSV Jahn Regensburg in die 2. Bundesliga geholt. Trotz seiner guten Leistungen bei Jahn konnte er den Abstieg des oberpfälzischen Traditionsvereins nicht verhindern. In der nächsten Saison wechselte Michal Kolomazník zum TSV 1860 München, wo er der beste Torschütze der Saison 2004/05 mit 15 Toren war. Bei Fans des TSV war er dank seiner 15 Tore in der ersten Saison für den TSV sehr beliebt. Nach einer kleinen Schwächephase zum Ende der Saison 2004/05 hatte er sich in den ersten beiden Spielen der Saison 2005/06 eindrucksvoll zurückgemeldet, gehörte danach aber aufgrund einer komplizierten Verletzung nicht mehr zu den Stammkräften und erzielte in dieser Saison lediglich sechs Tore. Am 8. März 2006 musste er sich einer Leisten-OP unterziehen, weshalb er in der Rückrunde kein Spiel mehr absolvieren konnte.
Nach Ablauf seines Vertrages 2006 wechselte er zur SpVgg Unterhaching, bei der er im Juni 2008 keinen neuen Vertrag mehr erhielt. Anschließend wechselte der Stürmer zum tschechischen Zweitligisten FK Dukla Prag. Aufgrund eines Meniskusschadens beendete Kolomazník Anfang März 2010 seine Karriere, nachdem er bereits im August 2009 das letzte Pflichtspiel für Dukla Prag in der 2. Liga bestritten hatte.
Kolomazník absolvierte drei A-Länderspiele für Tschechien.

## Statistik

### Spiele
- 205 Spiele in der ersten tschechischen Liga (Gambrinus Liga)
- 92 Spiele in der 2. Bundesliga
- 22 Spiele in der Regionalliga Süd
- 7 Spiele im DFB-Pokal

### Tore
- 43 Tore in der 1. tschechischen Liga (Gambrinus Liga)
- 29 Tore in der 2. Bundesliga
- 5 Tore in der Regionalliga Süd
- 3 Tore im DFB-Pokal